# Heliotropi (color)
Heliotropi és una tonalitat rosa-púrpura que representa el color de la flor de l'heliotropi. El color heliotropi és un matís brillant del púrpura. Un altre nom per a aquest color és lavanda intens.
Una mostra del color heliotropi:

## Usos
Literatura
- A Harry Potter i les relíquies de la mort, la poció de Mafalda Hopkirk és d'un bonic color heliotrop.
- A Un marit ideal d'Oscar Wilde, Miss Cheveley entra estida d'heliotrop a l'acte I.
- A La gavina d'Anton Txékhov Trigorin descriu heliotrop com "el color d'una vídua, utilitzat per descriure un vespre d'estiu".